# Старе Задибе
Старе Задибе (пол. Stare Zadybie) — село в Польщі, у гміні Клочев Рицького повіту Люблінського воєводства.
Населення — 491 особа (2011).
У 1975-1998 роках село належало до Седлецького воєводства.

## Демографія
Демографічна структура станом на 31 березня 2011 року:
|          | Загалом | Допрацездатний вік | Працездатний вік | Постпрацездатний вік |
| -------- | ------- | ------------------ | ---------------- | -------------------- |
| Чоловіки | 241     | 47                 | 170              | 24                   |
| Жінки    | 250     | 54                 | 135              | 61                   |
| Разом    | 491     | 101                | 305              | 85                   |